# ميمو دياز
ميمو دياز (بالإنجليزية: Memo Diaz)‏ هو لاعب كرة قدم أمريكي في مركز الوسط، ولد في 16 أكتوبر 1995 في أنتوني في الولايات المتحدة. لعب مع UNLV Rebels men's soccer ‏.